# 三江河
三江河，位于中华人民共和国广东省北部，是连江右岸支流，发源于连连南瑶族自治县起微山，蜿蜒北流，经涡水镇和县城三江镇后进入连州市境内，于市区连州镇的马屋墩以北汇入连江。干流长64千米，河道平均比降6.23‰，流域面积680平方千米。